# Eduardo Rergis Borja
Eduardo Rergis Borja (* 31. Dezember 1980 in Mexiko-Stadt) ist ein ehemaliger mexikanischer Fußballspieler auf der Position eines Verteidigers. Er ist ein Sohn des ehemaligen Fußballspielers Eduardo Rergis Pacheco.

## Laufbahn
Rergis begann seine Profikarriere 1997 bei den Tiburones Rojos Veracruz und schaffte den Sprung zum Stammspieler in der Saison 2000/01 beim Zweitligisten Cruz Azul Hidalgo.
Anschließend war er auch Stammspieler in der mexikanischen Primera División bei  Atlante, UANL Tigres, CF Pachuca und Atlas Guadalajara. Seinen größten Erfolg verbuchte er in der Clausura 2006, in der er mit Pachuca den Meistertitel gewann.
2003 kam Rergis zu Kurzeinsätzen in drei Freundschaftsspielen der mexikanischen Fußballnationalmannschaft.

## Erfolge
- Mexikanischer Meister: Clausura 2006